# Grandes caras norte de los Alpes

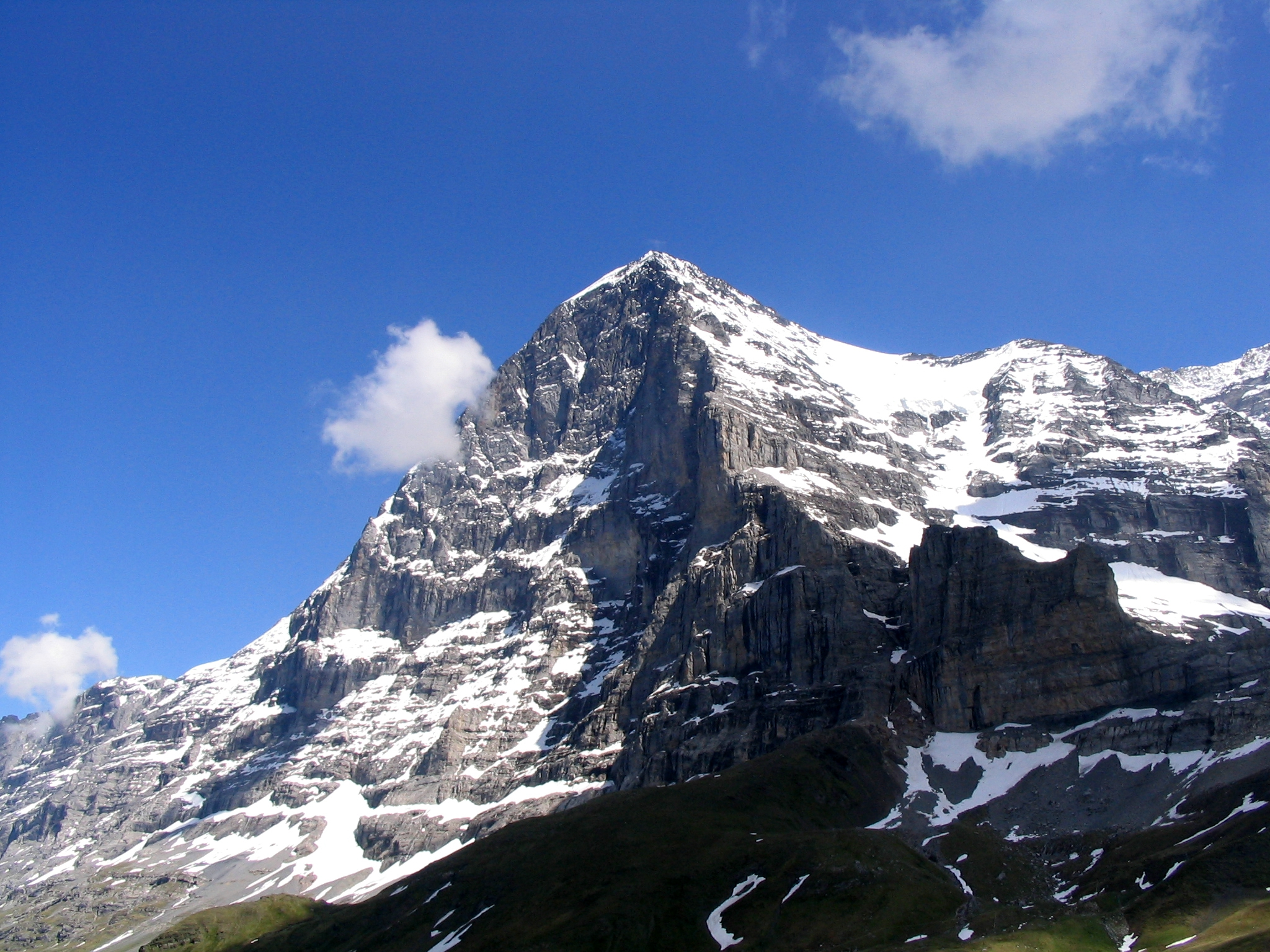
La cara norte del Eiger.

Las grandes o clásicas caras norte de los Alpes son las caras más difíciles de los Alpes, que fueron las últimas en ser ascendidas. Las grandes caras norte por antonomasia son las de Grandes Jorasses en el macizo del Mont Blanc, del Cervino en los Alpes Peninos o del Valais y del Eiger, en los Alpes berneses. Ascendidas por vez primera en los años treinta, después de numerosos intentos y dramas, son la piedra de toque del alpinismo de dificultad. Las tres caras norte del Eiger, el Cervino y las Grandes Jorasses son conocidas como "la Trilogía". El primer ascenso de estas tres caras dentro del mismo año fue el austriaco Leo Schlömmer, desde el verano del 1961 al verano de 1962. Ivano Ghirardini fue el primero que escaló la Trilogía en invierno, en solitario (1977-78). Con la introducción del concepto de encadenamiento, el desafío fue ascender las tres caras en una sola salida, algo que al final logró Christophe Profit quien logró la gesta entre el 11 y el 12 de marzo de 1987 en un tiempo de 24 horas.
A veces se amplían a otras tres grandes caras nortes, también difíciles y de gran altitud, pero no comparables a las antes mencionadas: Cima Grande di Lavaredo, Petit Dru y Piz Badile. Lograr el primer ascenso de cada una de estas seis caras fue una de las principales preocupaciones de los mejores alpinistas europeos en los años treinta. Gaston Rébuffat, un guía de montaña de Chamonix y célebre alpinista francés, fue el primero en escalar con éxito las seis caras norte. Su obra de 1954, Etoiles et Tempêtes (Estrellas y Tormentas), hace la crónica de estos ascensos.

## Cara norte del Cervino
- Primer ascenso: del 31 de julio al 1 de agosto de 1931 por los hermanos Franz y Toni Schmid.
- Primer ascenso en invierno: 1959 por H. von Allmen y Paul Etter.
- 1965: Directa Bonatti, abierta en invierno y en solitario, por Walter Bonatti, que pone así fin a su carrera en el alpinismo.
- 1977: primera invernal en solitario de la vía clásica de los hermanos Schmid por el japonés Tsuneo Hasegawa.

## Cara norte de las Grandes Jorasses

### Espolón Croz
- Martin Meier y Rudolf Peters, del 28 al 29 de junio de 1935, seguidos por Giusto Gervasutti, Renato Chabod, Raymond Lambert y Loulou Boulaz del 30 al 31 de junio de 1935.
- Primera invernal en solitario: Ivano Ghirardini en 1978.

### Espolón Walker

#### Primera y repeticiones
- del 4 al 6 de agosto de 1938 : Riccardo Cassin, Luigi Esposito y Ugo Tizzoni
- 17 de julio de 1945: Édouard Frendo y Gaston Rébuffat
- 5 de agosto de 1946: Pierre Allain, René Ferlet, Jacques Poincenot y Guy Poulet
- 11 de agosto de 1946: Lionel Terray y Louis Lachenal
- 1947: Marcel Malet, Karékine Gurékian y Paul Revel
- 1949:  Walter Bonatti, Andrea Oggioni, Mario Bianchi y Emilio Villa
- 29 de julio de 1950: Hermann Buhl y Kuno Rainer
- 5 de agosto de 1951: Anderl Heckmair y Hermann Köllensperger

#### Otras
- Primera invernal: Walter Bonatti y Andrea Oggioni en 1963, seguidos el mismo invierno por René Desmaison y Jacques Batkin
- Primera invernal en solitario: Tsuneo Hasegawa en 1979

### El Linceul
- René Desmaison y Robert Flematti de 17 a 25 de enero de 1968
- Primera invernal en solitario: Ivano Ghirardini en 1975.

### Otras vías
- Punta Whymper: Walter Bonatti y Michel Vaucher del 6 al 9 de agosto de 1964.
- Bonatti en la cumbre de su potencia, en 1963, realizó con Oggioni la primera invernal de la Walker. Un Bonatti al final de su carrera igualmente, que abrió la primera vía de la cara norte de la Punta Whymper en 1964 con Michel Vaucher.
- René Desmaison y Serge Gousseault intentan la directa del espolón Walker. Bloqueado a 80 m de la cumbre, Gousseault murió de frío y agotamiento, Desmaison fue salvado in extremis, y escribió 342 horas en las Grandes Jorasses. Acabó la vía Gousseault del 10 al 17 de enero de 1973 con Michel Claret y Giorgio Bertone.

## Cara norte del Eiger
- Primer ascenso: del 21 al 24 de julio de 1938 por Anderl Heckmair, Ludwig Vörg, Heinrich Harrer y Fritz Kasparek.
- Primera invernal:  1961 por Toni Hiebeler, Walter Almberger, Anderl Mannhard y Toni Kinshofer. Segunda invernal en 1962 por una cordada italiana dirigida por Armando Aste.
- Primera en solitario: 1963 por el suizo Michel Darbellay.
- Directísima (Vía Harlin): marzo de 1966 por John Harlin II que encontró aquí la muerte), Dougal Haston y Layton Kor
- Récord de rapidez en cordada:  1974, Peter Habeler y Reinhold Messner en 10 horas.
- Primera invernal en solitario: 1978, Tsuneo Hasegawa seguido al día siguiente por Ivano Ghirardini.
- Récord de rapidez en solitario:  1983 por Thomas Bubendorfer en 5h - 2003 por el tirolés del sur Christoph Hainz en 4½ horas - En 2007, el suizo Ueli Steck, en 3 h 54, luego en 2 h 47 en febrero de 2008 - 2015 por el suizo Dani Arnold, el 22 de abril, en 1 h y 46 minutos.

## Galería

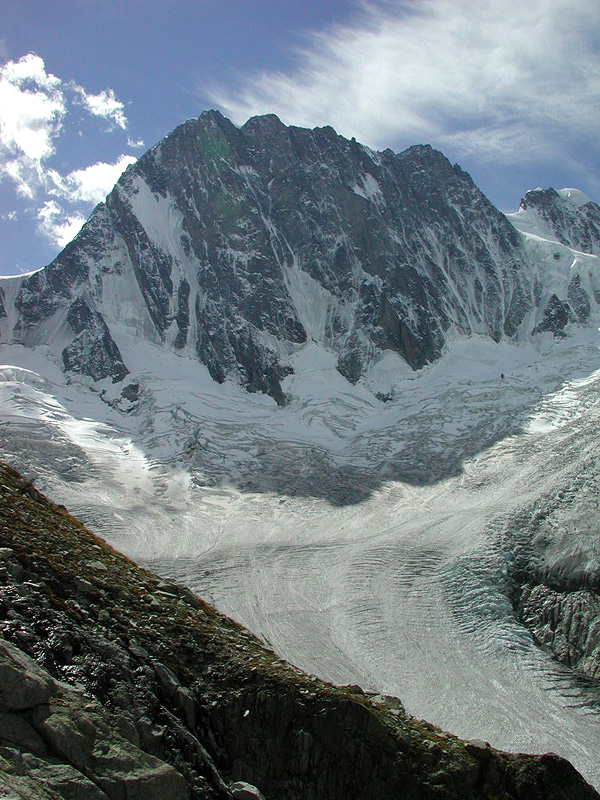
La cara norte de las Grandes Jorasses
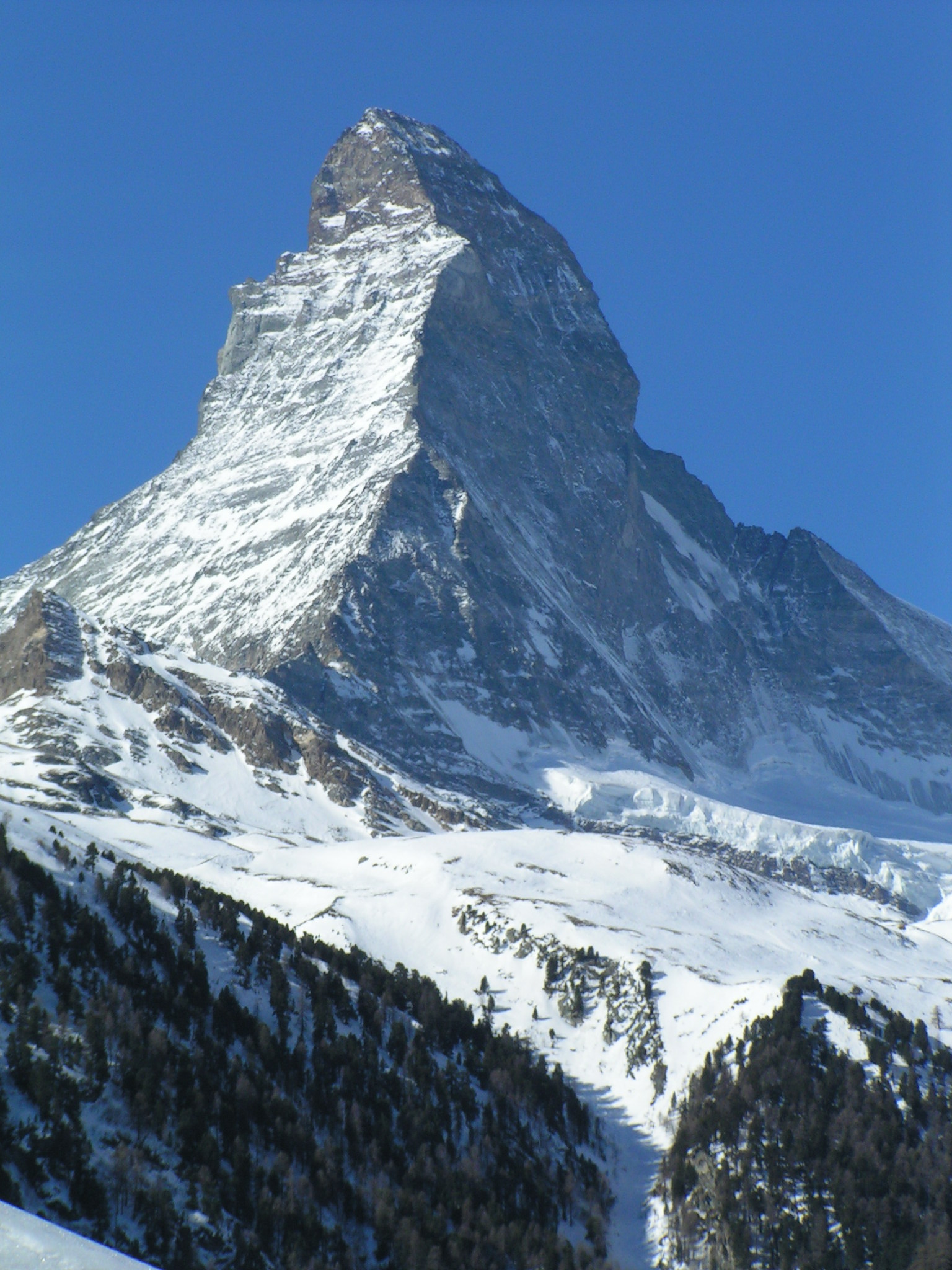
La cara norte del Cervino (a la derecha, en sombras)
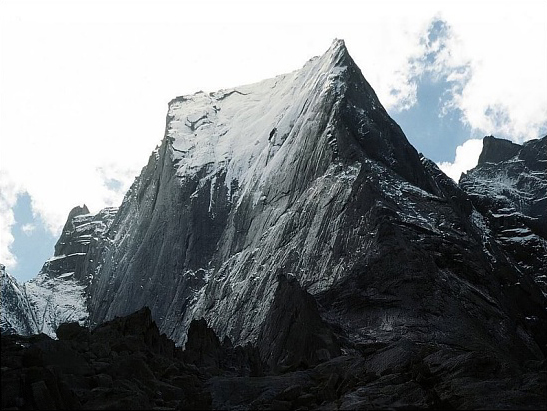
La cara noreste del Piz Badile
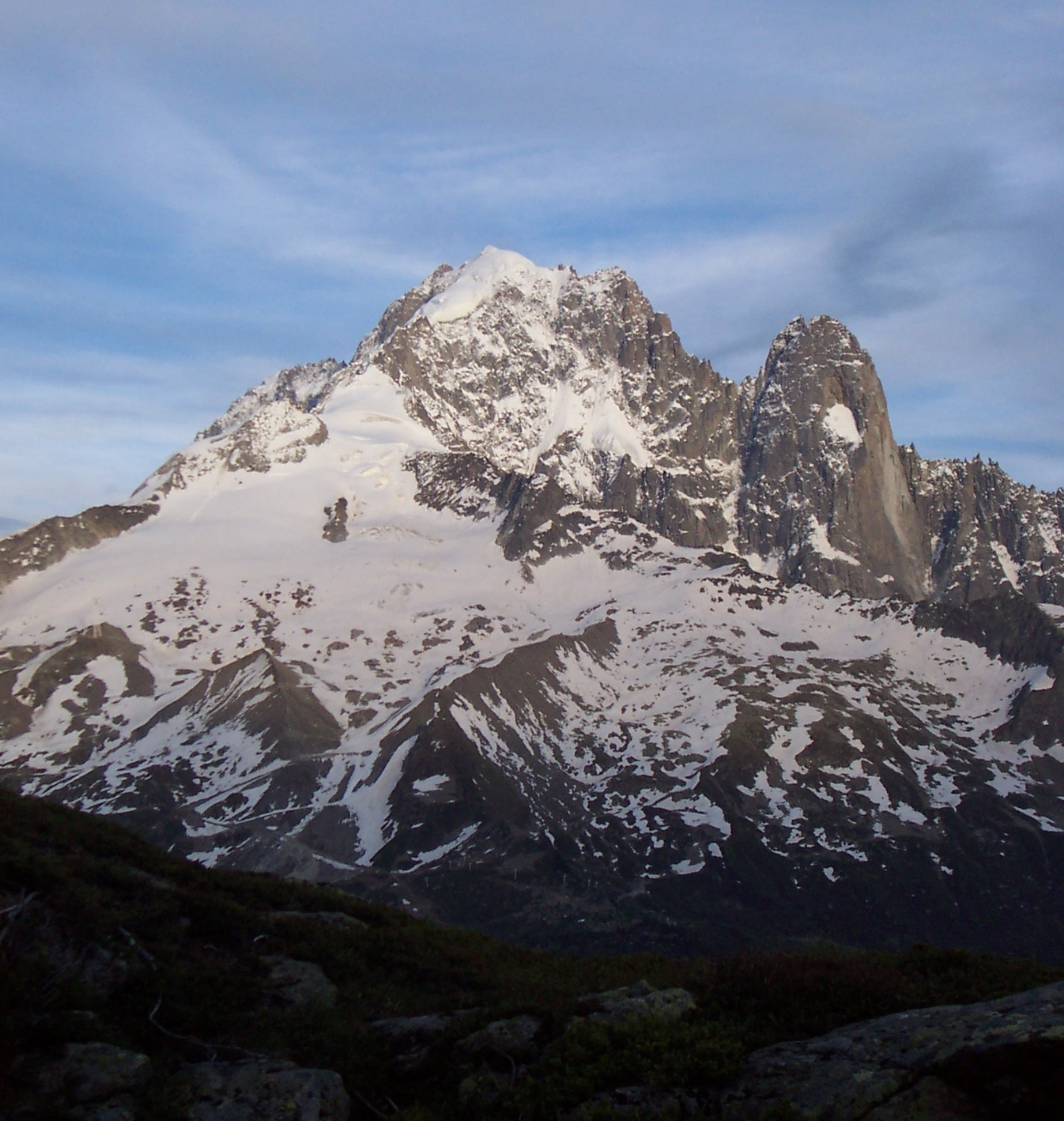
La cara norte del Petit Dru (derecha) con el nevero del "Nicho" claramente visible
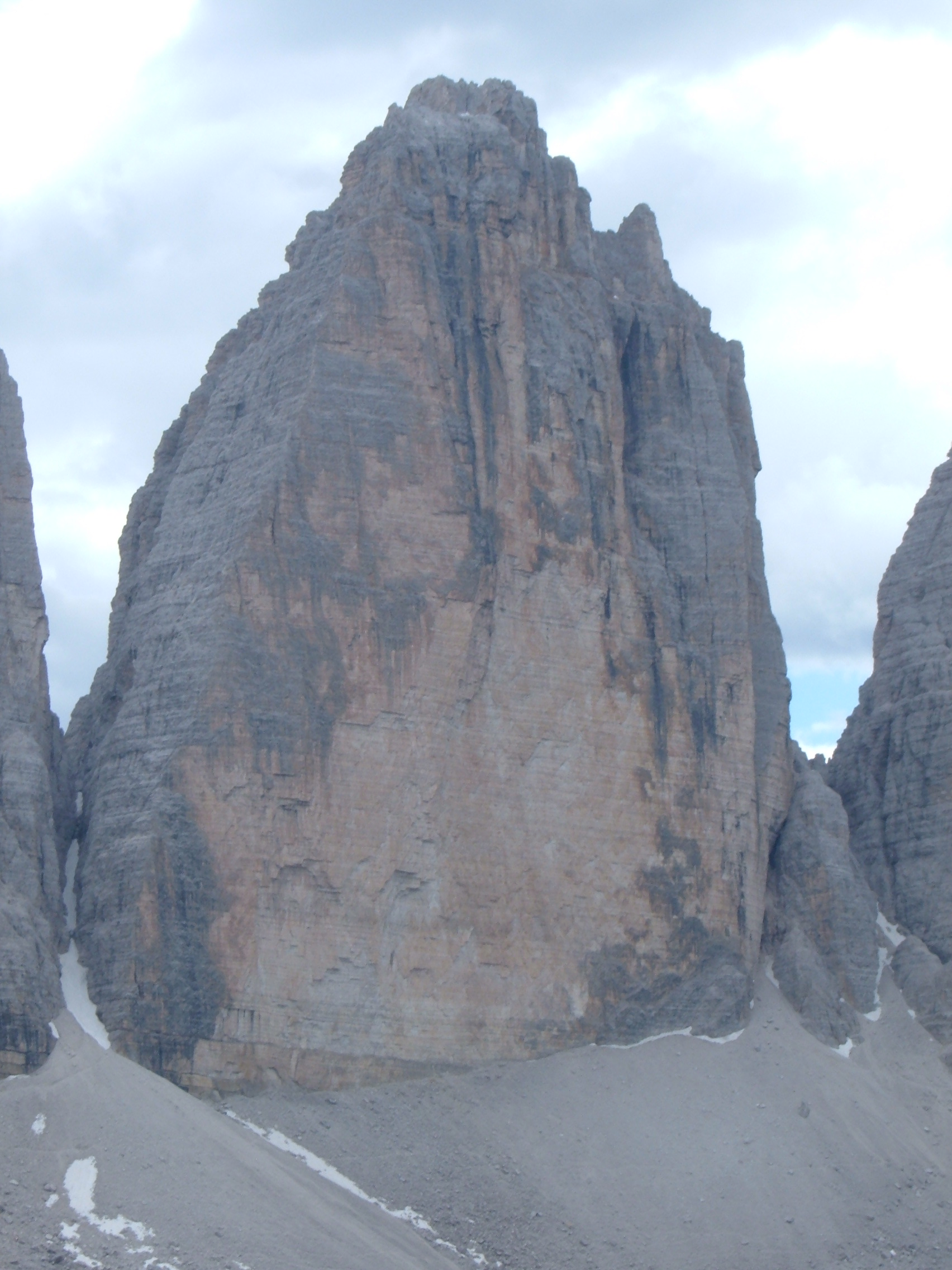
La cara norte de Cima Grande di Lavaredo